# Batalla de Ligny
La batalla de Ligny va ser un combat lliurat el 16 de juny de 1815, entre les tropes franceses i les prussianes abans de la batalla de Waterloo, que es va saldar amb la victòria de les forces franceses de Napoleó Bonaparte sobre l'exèrcit prussià de Gebhard von Blücher.

## Rerefons
Els prussians s'havien desplegat al llarg del rierol de Ligny, prenent totes les granges i s'havien situat en unes posicions defensives relativament bones. No obstant això, Blücher havia estret massa el seu flanc esquerre, i havia exposat el dret a l'artilleria francesa.

## Batalla
Napoleó va iniciar l'atac entre les 14:30 i les 15:00, ordenant al part del segon i al tercer cos atacar la granja de Sant Amaund i la mateixa Ligny. Aquest primer atac sobre Ligny va tenir èxit al principi, però poc després els francesos van ser expulsats. L'atac sobre Sant Amaund va tenir més èxit, i els francesos van trencar les línies prussianes, a pesar que aquests van oferir una forta resistència. Aquest combat es va prolongar fins a les 17:00. Es van albirar algunes tropes aproximant-se al flanc esquerre francès, pel que Napoleó va detenir el seu atac mentre enviava a una ajuda de camp per a esbrinar si aquestes eren prussianes o franceses. Finalment, va resultar ser el primer cos francès de Erlon, però quan estaven a punt d'entrar en combat es van donar la volta, provocant l'empipament de l'emperador. El mariscal Michel Ney els va comminar a ajudar a la batalla de Quatre Bras, i en definitiva, el primer cos no va participar en cap dels enfrontaments. A causa de la confusió, l'atac de Napoleó es va demorar al voltant d'una hora, mentre les forces prussianes es reagrupaven i tractaven de contraatacar, encara que la maniobra no els va resultar eficaç. Els prussians van ser finalment envoltats, i el centre va fugir quan Napoleó va enviar la seva Guàrdia Imperial per a aixafar-los. No obstant això, l'obstinada defensa mostrada per ambdós flancs prussians, i la càrrega de cavalleria liderada per Blücher (que abans havia estat Hússar), va evitar a l'exèrcit prussià ésser totalment envoltat. A la caiguda de la nit, al voltant de les 21 h, totes les formacions prussianes havien abandonat el camp de batalla. A l'ala dreta, el primer cos prussià del Tinent General Ziethen es retirava lentament amb la major part de la seva artilleria, deixant una rereguarda prop de Bree per a alentir la persecució francesa. A l'esquerra, el tercer cos del Tinent General Thielemann es retirava pràcticament il·lès, deixant una forta rereguarda cobrint la retirada a Sombreffe. Aquestes formacions de rereguarda van conservar les seves posicions gairebé fins a la mitjanit abans de seguir a l'exèrcit en retirada.

## Conclusió

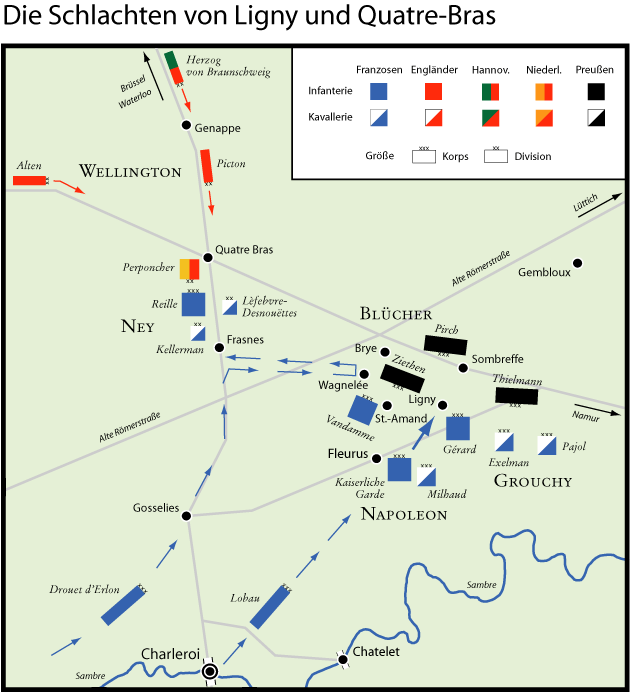
Mapa tàctic de la batalla de Ligny

Mapa de la campanya de Waterloo

Si el segon cos de Ney i el tercer cos de cavalleria no haguessin bloquejat a l'exèrcit aliat a la batalla de Quatre Bras aquell mateix dia, les unitats aliades podrien haver arribat a la carretera de Nivelles-Namur, en el costat dret de les posicions prussianes, de la mateixa forma que els prussians van arribar pel flanc esquerre de les línies aliades a la batalla de Waterloo dos dies més tard. Aquesta va ser la raó per la qual Napoleó va enviar A Ney a bloquejar les carreteres en l'encreuament de Quatre Bras. La seva estratègia era travessar la frontera gairebé en secret i atacar els exèrcits aliats abans que aquests poguessin arribar a unir-se, el que podria haver deixat el seu exèrcit en inferioritat numèrica. D'haver estat capaç d'enfrontar-se a ells per separat, els exèrcits aliats haguessin estat en inferioritat numèrica. En paraules de Wellington, sorprès per l'estratègia de l'Emperador, «Napoleó m'ha enredat». En conduir als prussians de tornada a les seves línies i enviar Grouchy amb un cos d'exèrcit per a perseguir-los i evitar que es reagrupessin i poguessin ajudar les formacions de Wellington, Napoleó va pensar que havia fet prou per a prevenir l'agrupament enemic. Es va produir posteriorment un intens debat sobre què hagués passat en el cas que el primer cos d'Erlon hagués pres part a Ligny o a Quatre Bras, però en definitiva, no ho va fer i Napoleó va anar a trobar-se amb el seu destí a Waterloo.